# Anthony Peck
Pour les articles homonymes, voir Peck.
Anthony Peck est un acteur américain, né le 20 mars 1947 à Youngstown en Ohio et mort le 30 juillet 1996 à Beverly Hills (Los Angeles) en Californie.

## Filmographie
- 1984 : Her Life as a Man (TV) : écrivain
- 1985 : Creator : Norman
- 1987 : Into the Homeland (TV) : Marine MP
- 1988 : Piège de cristal (Die Hard) de John McTiernan : le jeune flic
- 1989 : El río que nos lleva : Roy Shannon
- 1990 : À la poursuite d'Octobre rouge (The Hunt for Red October) : Lieutenant Commander Thompson - USS Dallas
- 1965 : Des jours et des vies (Days of Our Lives) (série TV) : Porter Rollins (1990)
- 1991 : The Heroes of Desert Storm (en) (TV)
- 1992 : Unbecoming Age (en) : Jake
- 1993 : Last Action Hero de  John McTiernan : Le flic de la maison de l'ex femme
- 1993 : Dans la ligne de mire (In the Line of Fire) : FBI Official
- 1993 : La Traque infernale (Bounty Tracker) : Jerry Greco
- 1994 : L'Ennemi est parmi nous (The Enemy Within) (TV) : Treasury Secretary Tom Monroe
- 1995 : Une journée en enfer (Die Hard: With a Vengeance) : Ricky Walsh
- 1996 : Carnosaur 3 (Carnosaur 3: Primal Species) : Gen. Pete Mercer